# Ernst Haselwanter
Ernst Haselwanter (* 1. Jänner 1920 in Wörgl; † 1. Oktober 2003 in Bregenz) war ein österreichischer Politiker (SPÖ) und Kammersekretär. Er war von 1959 bis 1965 Abgeordneter zum österreichischen Nationalrat.

## Ausbildung und Beruf
Ernst Haselwanter wurde am 1. Jänner 1920 in Wörgl im Bundesland Tirol also Sohn des Kriminalbeamten Michael Haselwanter und dessen Frau Maria geboren. Nach der Pflichtschule besuchte er die Handelsakademie in Innsbruck und legte dort 1939 die Matura ab. Anschließend nahm er das Studium der Wirtschaftswissenschaften an der Universität Innsbruck auf und schloss dieses zunächst 1946 mit der Sponsion zum Diplomvolkswirt ab. 1947 folgte die Promotion zum Doktor der Wirtschaftswissenschaften (Dr.rer.oec.). Ab 1947 war Haselwanter Kammerfunktionär der Arbeiterkammer und dabei zunächst Bildungsreferent der Arbeiterkammer Feldkirch sowie der Landesexekutive des ÖGB Vorarlberg. Als solcher war er verantwortlich für den Auf- und Ausbau des Kurs- und Bibliothekswesens der Arbeiterkammer. 1976 wurde Ernst Haselwanter zum Kammeramtsdirektor bestellt, was er bis zur Pensionierung im Jahr 1986 blieb. Nach seiner Pensionierung engagierte sich Haselwanter ab 1986 als Ombudsmann der Vorarlberger Nachrichten.
Ernst Haselwanter war verheiratet mit Grete (geb. Hutle) und Vater von drei Kindern.

## Politischer Werdegang
Bereits während des Studiums engagierte sich Haselwanter 1946/47 als Ausschussmitglied der Hochschülerschaft Innsbruck. 1947 trat er in die Gewerkschaft ein und wurde Bildungsreferent der ÖGB Landesexekutive Vorarlberg. Weiters war er Bezirksobmann der Fraktion Sozialistischer Gewerkschafter und Obmann der Kontrolle der Vorarlberger Volkshilfe. Im Jahr 1950 wurde Haselwanter erstmals in die Stadtvertretung von Bregenz gewählt, wo er bis zum Jahr 1959 politisch für die SPÖ tätig war.
Nach der Nationalratswahl 1959, bei der Ernst Haselwanter im Wahlkreisverband III (Oberösterreich, Salzburg, Tirol und Vorarlberg) für die SPÖ kandidiert hatte, wurde er am 9. Juni 1959 erstmals als Abgeordneter zum österreichischen Nationalrat angelobt. Er gehörte in der IX. Legislaturperiode des Nationalrats in der Folge dem Unterrichtsausschuss als Mitglied sowie weiteren Ausschüssen als Ersatzmitglied an. Auch bei der Nationalratswahl 1962 wurde Haselwanter erneut in den Nationalrat gewählt, wobei er ab 13. Dezember 1962 Mitglied des Ausschusses für Land- und Forstwirtschaft, des Unterrichtsausschusses und des Ausschusses für Verkehr und Elektrizitätswirtschaft war.
Im Rahmen der Fußachaffäre geriet Haselwanter als SPÖ-Nationalratsabgeordneter aus Vorarlberg und Mitglied des Ausschusses für Verkehr und Elektrizitätswirtschaft in die öffentliche Diskussion. Er beklagte sich in der Folge im Nationalrat darüber, dass er und seine Familie bedroht würden und anonyme Anrufe erhielten. Im Februar 1965 kündigte er daher an, sein Nationalratsmandat niederzulegen, was mit 2. März 1965 auch geschah. Sein Nachfolger im Nationalrat wurde in der Folge Roman Heinz.

## Auszeichnungen
- Ehrenplakette der Gesellschaft zur Förderung der Landesverteidigung
- Silberne Medaille für Verdienste um die Republik Österreich
- Großes Verdienstzeichen des Landes Vorarlberg